# Johann Wilhelm Kampf

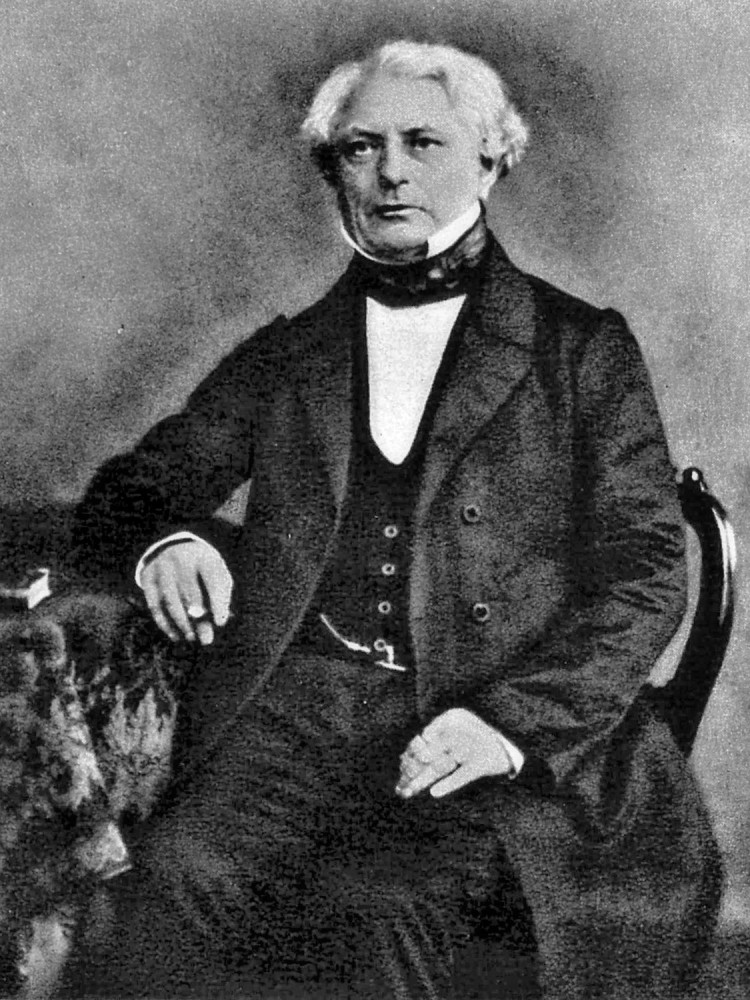
Johann Wilhelm Kampf

Johann Wilhelm Kampf der Jüngere (* 1799 in Elberfeld (heute Stadtteil von Wuppertal); † 10. August 1875 in Hilden) war ein deutscher Kaufmann, Unternehmer in der Textilindustrie und bedeutender Kommunalpolitiker in Hilden.

## Johann Wilhelm Kampf als Textilunternehmer
Johann Wilhelm Kampf der Jüngere stammte aus einer Familie, die schon im Mittelalter bei Wuppertal in der Textilbranche als Bleicher und Garnhändler tätig war. Er war der Sohn des Seidendruckers und Seidenbandwirkers Johann Wilhelm Kampf des Älteren (1763–1834) in Elberfeld. Der Bruder von Johann Wilhelm Kampf dem Älteren war Karl Kampf, Bandwirker und Zeugdrucker in Elberfeld und Vater des Malers und Fotografen August Kampf (1836–1914). Johann Wilhelm Kampf war verheiratet mit Julie Katharina Lohe (* in Ronsdorf; † 24. April 1848 in Hilden), einer Tochter des in Radevormwald und ab 1898 in Ronsdorf tätigen Apothekers Johann Friedrich Lohe (* 21. März 1758 in Radevormwald; † 17. Mai 1831 in Unterbarmen) und dessen Frau Helena Charlotte Lohe, geborene Küpper (* 28. Januar 1769 in Düssel; † 25. Juni 1820 in Westhofen).

### Seidenkontor in Elberfeld
1832 gründete er in Elberfeld am Hofkamp zusammen mit Johann Christian Spindler (* 27. Juli 1801 in Kassel; † 29. Januar 1881 in Hilden) die Halbseidenwaren- und Bandfabrik unter der Firma Kampf & Spindler. Dort lieferten Heimweber ihre zu Hause gewebten Stoffe ab und erhielten Material für weitere Arbeit. Später wurde die Fabrikation auf wollene Tücher und Westen ausgedehnt. Mit den von den Heimwebern abgekauften Stücken beschickten sie die Wuppertaler, Braunschweiger und Leipziger Textilmessen und vertrieben sie weiter.

### Trennung vom Teilhaber, Einzelfirma in Hilden
Im Jahre 1848 trennten sich die Teilhaber und führten ihre Geschäfte als Einzelfirmen fort. Johann Christian Spindler blieb in Elberfeld, Johann Wilhelm Kampf zog 1848 nach Hilden ins Haus Hagdorn, das ihm für Wohnung und Geschäft genügend Raum bot. In Hilden lebten gut ausgebildete Heimweber. Das Haus Hagdorn, Benrather Straße 1, war zwischen 1820 und 1830 von Theodor Bongard (am 5. Juni 1759 evangelisch reformiert getauft in Hilden; † 8. Mai 1834 in Hilden) am westlichen Ortsrand des Dorfes Hilden erbaut worden. Er war auch Besitzer des ehemaligen Ritterguts Haus Horst. Über seine Tochter Anna Elisabeth Bongard-Horst (getauft am 12. Juli 1806 in Hilden; † 11. Januar 1875 in Düsseldorf) vererbte Bongard seinen Besitz an deren Ehemann Karl Reichsfreiherr von Maercken zu Geerath (* 25. Juli 1799 in Ratingen; † 19. Oktober 1877 in Köln). Letzterer verkaufte das Gut Hagdorn an Johann Wilhelm Kampf.
In Haus Hagdorn betrieb Johann Wilhelm Kampf Kontor, Wiegekammer und Lager. Schon 1849 beschäftigte Kampf 100 Arbeitskräfte, die auf 100 Handwebstühlen tätig waren. Bis zum Beginn der Industrialisierung trugen die Heimweber wesentlich zum Aufstieg der Stadt Hilden bei. 1857 versuchte er, die Hildener Weber zu einer Weber- und Wirkerinnung zusammenzuschließen. Von 135 ortsansässigen Webmeistern traten 62 dieser Vereinigung bei.

### Wiedervereinigung von Kampf & Spindler in Hilden
Die Kinder der beiden Gründer von Kampf & Spindler in Elberfeld, Ernst Wilhelm Kampf (* 4. Oktober 1830 in Elberfeld; † 27. März 1877 in Sanremo) und Emilie Spindler (* 2. August 1837 in Elberfeld; † 13. Oktober 1919 in Hilden) heirateten einander 1858. Dies war der Anlass für Johann Christian Spindler und Johann Wilhelm Kampf, sich aus ihren Geschäften zurückzuziehen und diese per 1. Oktober 1863 unter der früheren Firma Kampf & Spindler in Hilden wieder zu vereinigen. Ernst Wilhelm Kampf und sein Schwager Gustav Adolph Spindler (* 9. August 1839 in Elberfeld; † 18. April 1895) bauten das Textilunternehmen Kampf & Spindler zunächst im Haus Hagdorn auf.
Kampf & Spindler erkannten 1863 als erste die Vorteile des Standorts für einen großen Textilfertigungsbetrieb an der durch die Stadt Hilden fließende Itter. Sie kombinierten die Spinnerei mit der Weberei und später auch mit der Färberei und Druckerei. Durch die Industrialisierung zogen Arbeiter nach Hilden. Unternehmen wie Kampf & Spindler bauten für die Arbeiter und ihre Familien Wohnraum. Die Einwohnerzahl stieg von 3.600 im Jahr 1850 auf 4.500 im Jahr 1860 (ein Jahr vor der Erlangung der Stadtrechte) und weiter auf 11.300 im Jahr 1900 (Bau des Rathauses) an.

## Johann Wilhelm Kampf als Ratsmitglied
Johann Wilhelm Kampf war ab 1850 Mitglied des Gemeinderates. 1855 war er als Gemeinderatsmitglied Mitbegründer der Sparkasse in der Essigfabrik des Gottfried Plümacher an der Hummelsterstraße.
Johann Wilhelm Kampf war wesentlich beteiligt an den 1859 einsetzenden Bemühungen der Gemeinde Hilden um die Stadtrechte. Am 17. Dezember 1859 stellte Kampf den Antrag, dass „der Gemeinde Hilden die Rechte der Stadt verliehen und Hilden bei Kreis- und Provinzial-Landtagen im Stande der Städte vertreten werde.“ Der damalige Landrat Emmerich Freiherr Raitz von Frentz setzte sich 1860 im Provinziallandtag der Rheinprovinz dafür ein. Unterstützung erfuhr Hilden auch durch den Elberfelder Bankier Carl von der Heydt, der referierte, dass „die Gemeinde Hilden, begünstigt durch ihre Lage und durch ein ungewöhnlich schnelles Aufblühen der Industrie schon seit Jahren in ihrer ganzen Erscheinung das Ansehen einer Stadt gewonnen hat.“ Am 18. November 1861 erhob König Wilhelm von Preußen Hilden zur Stadt. Nach der Stadterhebung war Johann Wilhelm Kampf von 1862 bis 1868 Beigeordneter.

### Straßenbeleuchtung in Hilden

#### Erste Öllaternen
Der Hildener Fabrikant Johann Wilhelm Kampf beantragte am 16. August 1852 beim Bürgermeister Koennecke öffentliche Öllaternen als Straßenlaternen aufzustellen. Dies war ein erster Schritt in die Zukunft eines helleren Hildens. Mit knapper Stimmenmehrheit von 7 gegen 6 Stimmen beschloss der Gemeinderat Öllampen für die Straßenbeleuchtung anzuschaffen. Der Apotheker Carl Bongardt spendierte 100 Taler. Von dem Stiftungskapital konnten acht Öllampen gekauft werden. Vier waren ab November 1852 an Häusern und vier an Pfählen in der Mittelstraße aufgehängt.
Die Standorte der ersten Öllampen als Straßenbeleuchtung mit ihrer heutigen und ehemaligen Bedeutung waren:
Katholische Kirche bei der Gabelung (St. Jacobus, Drogeriemarkt Müller; ehemals vor Gasthaus zur Krone);
Ecke Mittelstraße–Mühlenstraße (Goldquelle; ehemals Dextrinfabrik Friedrich van der Heiden);
Ecke Mittelstraße–Bismarckstraße (Commerzbank, ehemals Sparkasse, Stadtbücherei);
Ecke Markt–Marktstraße (Café Fricke; ehemals Alter Markt);
Ecke Mittelstraße –Schulstraße; (Deutsche Bank, Plastik Eilige Einkäuferin/Reformationskirche);
Ecke Mittelstraße–Klotzstraße–Benrather Straße Süd Nord (Coco Loco; ehemals Haus Hagdorn, Kontor von „Kampf & Spindler“);
Ecke Benrather Straße Süd Nord–Itterbrücke (ehemals Postbrücke)–Berliner Straße (Istanbul Restaurant Ocakbasi; ehemals Benrather 20);
Brücke über die Itter in der Schwanenstraße (Sure Hotel; ehemals Dampfmaschinenfabrik Kirberg & Hüls).
Der Nachtwächter erhielt eine Leiter und ein Kännchen mit gereinigtem Rüböl. Er war für das Anstecken und Putzen verantwortlich. Die Laternen brannten von Einbruch der Dunkelheit bis 23 Uhr. Die Betriebskosten von jährlich 50 Taler wurden auf die Anwohner umgelegt.
Einmal auf den Geschmack gekommen wollten immer mehr Einwohner eine Straßenbeleuchtung vor der Türe haben. In der Folgezeit gab es nun eine Vielzahl von Anträgen, und es wurden vier weitere Öllaternen aufgehängt. Erweiterte Standorte:
Ecke Elberfelder Straße–Walder Straße (Zoo Thomas; ehemals Gottschalks Mühle, Färberei Reyscher & Bergmann);
Übergang Mittelstraße 1a in Walder Straße (Café Mommert, ehemals Schwarzblechfabrik Gerwien);
Walder Straße 24 (Aussegnungshalle Kreuer; ehemals Walzengravuranstalt Waldeck und Nacke);
Ecke Hochdahler Straße 83–Hummelster Straße (Wohn- und Pflegezentrum Stadt Hilden; ehemals Gesellschaft für Baumwoll-Industrie);

#### Kokerei-Gasanstalt
Kurz nach der Erlangung der Stadtrechte 1861 begannen sich der Bürgermeister Albert Koennecke und der Rat mit dem Bau einer Gasanstalt zu befassen.  Koennecke erkundigte sich in Mettmann nach der Gasfabrikation. In Mettmann waren schon Gaslaternen eingeführt. Doch die Bemühungen der Stadt gingen dem Textilunternehmen Gressard & Co. nicht schnell genug. Sie bauten 1861 auf ihrem Gelände am heutigen Fritz-Gressard-Platz eine eigene erste Kokerei-Gasanstalt mit einem Gasometer, der bis 1882 auf dem Gelände der heutigen Stadthalle stand.
Die öffentliche Ausschreibung am 17. Juni 1861 sollte Unternehmer veranlassen, eine Gasanlage in Hilden zu bauen. Sie war mit 1000 Flammen zu berechnen, davon 2/3 auf Fabriken.
Die Industriellen Johann Wilhelm Kampf, August Reyscher (1802–1869) und Peter Friedrich Gogarten bildeten 1863 eine Gas-Kommission. Unter Führung von Johann Wilhelm Kampf konstituierte sich am 18. Januar 1864 eine Kommanditgesellschaft auf Aktien für den Bau der Gasanstalt. Diese KGaA war ein Vorläufer einer Aktiengesellschaft. Die veranschlagten 18.000 Taler sollten die Hildener Bürger zeichnen. Am 8. April 1864 verpflichteten sich die Unternehmen Reyscher & Bergmann (Färberei und Druckerei), Waldeck & Nacke (Walzengravuranstalt), Kirberg & Hüls (Maschinenbau, Dampfmaschinen–Kesselbau) sowie Ernst Pickardt & Jordan (Kunstwollspinnerei), das Gas 10 Jahre lang nur von dieser Gasanstalt zu beziehen.
Die Stadt Hilden wollte sich mit 1000 Talern an der Gasanstalt beteiligen. Davon wären 500 aus dem Etat und 500 zu 4,5 % durch eine Anleihe gekommen. Da aber der Etat um 594 Taler und 4 Silbergroschen für Armenzwecke überschritten war, mussten die gesamten 1000 Taler aufgenommen werden. Erst als das Gaslicht schon drei Tage lang gebrannt hatte, zahlte die Stadt am 4. Oktober 1864 ihre 1000 Taler ein.
Johann Wilhelm Kampf wurde 1864 der erste Geschäftsführer der Hildener Gasanstalt W. Kampf & Cie. und übte diese Funktion bis 1871 aus. Sie lag an der heutigen Ecke Kirchhofstraße 45 / Am Feuerwehrhaus. Sein Sohn Ernst Wilhelm Kampf (* 4. Oktober 1830 in Elberfeld; † 27. März 1877 in Sanremo), Geschäftsführer von Kampf & Spindler wurde Prokurist.
Die Gasanstalt ging am 1. Oktober 1864 in Betrieb. Hilden gehörte nun zu den rund 500 Städten, die sich den Fortschritt einer Versorgung mit Gas durch Kohlevergasung erlaubten. Die Gaslaternen beleuchten die Innenstadt. Die inzwischen 12 Öllaternen wurden 1864 in die Außenbezirke versetzt. Sie brannten noch bis 1. April 1909.
Der erste Gasbehälter von 13.000 Kubikfuß (368 m³) tauchte mit seiner offenen Seite in ein wasserdichtes Becken mit Wasser. Die ersten Gas-Rohrleitungen waren 3030 m lang und das Stadtgas speiste 600 Brennflammen und war zunächst auf 20 Straßenflammen ausgelegt. Stadtgas war zu dieser Zeit teuer, denn Hilden hatte 1864 noch keinen Bahnhof und die Kohle musste entweder von Benrath oder von Solingen mit Pferdefuhrwerken herbeigeschafft werden.
1864 beleuchteten die ersten 18 Gaslaternen die Innenstadt. 1866 kamen fünf weitere hinzu. Ihre Standorte waren (mit heutigen und ehemaligen Standortbezeichnungen):
- Ecke Walder Straße / Berliner Straße (damals Mühlenstraße, Krankenhaus; ehemals Kunstwollspinnerei Jordan)
- Walder Straße (Aussegnungshalle Kreuer; ehemals Walzengravuranstalt Waldeck und Nacke)
- Ecke Mittelstraße 1a / An der Gabelung (Cafe Mommert, ehemals Schwarzblechfabrik Gerwien)
- An der Gabelung 13 (ehemals Elberfelder Straße)
- Ecke Elberfelder Straße / Berliner Straße (damals Mühlenstraße, Zoo Thomas; ehemals Gottschalks Mühle, Färberei Reyscher & Bergmann)
- Ecke Mittelstraße / Kirchhofstraße (Schuhhaus Böhmer, ehemals Gaststätte Haus Dissmann)
- Ecke Hochdahler Straße / Hummelsterstraße (Wohn- und Pflegezentrum Stadt Hilden; ehemals Gesellschaft für Baumwollindustrie)
- Mittelstraße 17 (Drogeriemarkt Müller; ehemals Gasthaus zur Krone)
- Ecke Mittelstraße / Mühlenstraße (Goldquelle; ehemals Dextrinfabrik Friedrich van der Heiden)
- Mittelstraße (Bürgerhaus ehemals Altes Rathaus)
- Ecke Heiligenstraße / Am Kronengarten (Kastanienhof; ehemals Jueck, Kupferschlägerei Mewis, Krautfabrik August Vogelsang)
- Ecke Mittelstraße / Bismarckstraße (Commerzbank, ehemals Sparkasse, Stadtbücherei)
- Ecke Markt / Mittelstraße–Axlerhof (ehemals Metzgerei Zaun-Axler)
- Ecke Markt / Marktstraße (Café Fricke)
- Ecke Mittelstraße / Schulstraße (Deutsche Bank, Plastik Eilige Einkäuferin, Reformationskirche)
- Ecke Schulstraße / Robert-Gies-Straße (Brillen Rottler–Streier, Postamt)
- Ecke Mittelstraße / Schwanenstraße (Woolworth)
- Schwanenstraße an der Itterbrücke (Sure Hotel, ehemals Dampfmaschinenfabrik Kirberg & Hüls)
- Ecke Schwanenstraße / Berliner Straße (ehemals Apfelstraße) / Hoffeldstraße (ehemals nördlicher Teil der Dampfmaschinenfabrik Kirberg & Hüls)
- Ecke Fritz-Gressard-Platz / Klotzstraße (Coco Loco; ehemals Haus Hagdorn, Kontor Kampf & Spindler)
- Fritz-Gressard-Platz (Steinhäuser-Centrum; ehemals Seidenweberei Gressard & Cie.)
- Ecke Fritz-Gressard-Platz / Benrather Straße Ost-West (Wilhelm-Fabry-Museum; ehemals Kornbrennerei Vogelsang)
- Benrather Straße Süd-Nord, Itterbrücke (ehemals Postbrücke) (Istanbul Restaurant Ocakbasi; ehemals Zur Postbrücke, Benrather 20)

Am Anfang schlossen sich 70 Betriebe an die Gasversorgung an. Ihre Anzahl stieg nur langsam weiter.
Johann Wilhelm Kampf trat 1873 als „Garant“ der Gesellschaft und als Geschäftsführer nach ernüchternden Geschäftszahlen und angestiegenen Gaspreisen zurück. Die Gasanstalt ging am 12. Januar 1874 in die Hildener Gasanstalt August Vogelsang & Cie. Aktien-Kommanditgesellschaft über. Erst mit dem Bau der Bahnstrecke Düsseldorf–Hilden–Solingen und dem Hildener Bahnhof war ab 1874 die Versorgung mit Kohle gesichert und die Kohle- und damit die Gaspreise sanken, die Jahresproduktion stieg auf 118.000 m³/im Jahr 1878. Gleichzeitig lieferte in Hilden die Gasanstalt bei Gressard & Co. eine Jahresproduktion von 45.000 m³/im Jahr 1878.
Die Stadt Hilden erwarb 1884 die Gasanstalt Vogelsang & Cie. samt Leitungen und Gasbehälter an der Kirchhofstraße im besten Zustand. Die Stadtwerke Hilden wurden gegründet. Sie versorgen Hilden mit Gas, Wasser und auch mit Strom.

## Soziales Engagement
1855 kauften die Textilunternehmer Johann Wilhelm Kampf und August Reyscher 150 Zentner Kartoffeln, die zu ermäßigten Preisen an die Bevölkerung abgegeben wurden.
Zur Beschaffung eines Gemeindehauses spendeten im September 1860 mehrere Unternehmen in einen Fonds. Johann Wilhelm Kampf spendete 100 Taler, 60 Taler kamen von der Seidenweberei Gressard & Co.

## Ehrungen
In Anerkennung seiner Verdienste wurde Johann Wilhelm Kampf 1863 vom preußischen König Wilhelm I. der Kronenorden 4. Klasse verliehen.